# Geflügeltes Gorgoneion (Olympia B 110)

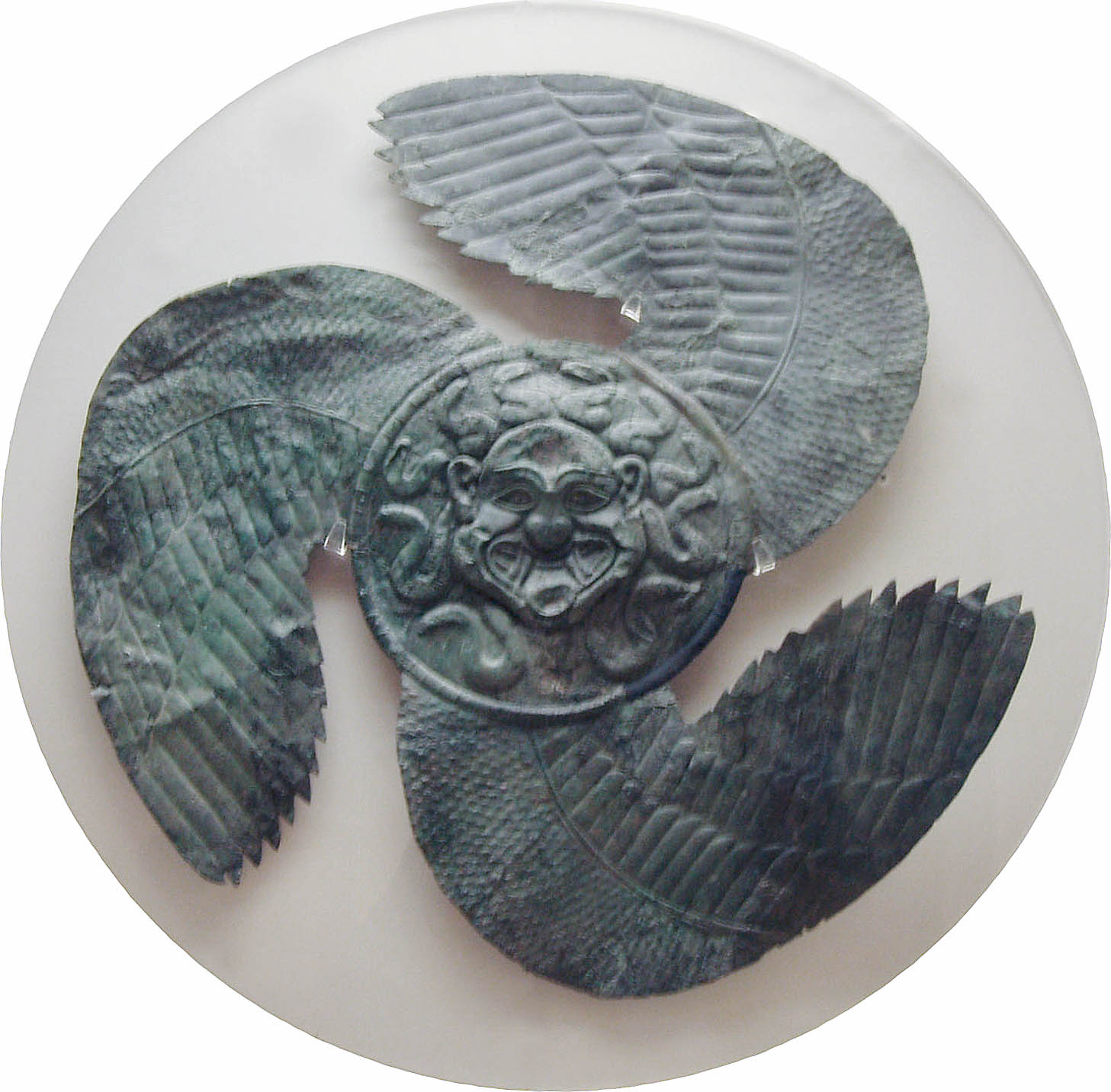
Geflügelte Gorgoneion

Das Geflügelte Gorgoneion ist ein Schildzeichen aus der ersten Hälfte des 6. Jahrhunderts v. Chr., das als Apotropaion auf einem Schild diente. Es wurde bei Ausgrabungen in Olympia gefunden und befindet sich unter der Inventarnummer B 110 im Archäologischen Museum Olympia. 
Schildzeichen mit verschiedenen Darstellungen, wie Tierköpfen, Pflanzen, Ornamenten oder später Gorgoneien, sind bereits für das 8. Jahrhundert v. Chr. von Kriegsdarstellungen spätgeometrischer attischer Vasen sowie durch literarische Beschreibungen bekannt. Originale Schildzeichen aus der Archaik wurden hauptsächlich in Olympia gefunden, es handelt sich dabei um ausgeschnittene Bronzebleche, in die Zeichnungen getrieben oder graviert wurden. Mit den Veränderungen der griechischen Religion ab dem 6. Jahrhundert v. Chr. schwindet der Glaube an den Schutz der Apotropaia und damit der Schildzeichen, nach dem 5. Jahrhundert sind sie nicht mehr nachzuweisen.
Das Gorgoneion wurde am Nordwall des olympischen Stadions gefunden, der Durchmesser des Medaillons mit dem Haupt der Medusa beträgt 34 cm, der Gesamtdurchmesser 81,5 cm.
Das Medaillon ist ganz mit dem Kopf der Gorgone mit ihren Schlangenhaaren ausgefüllt. Die Augen waren vermutlich aus Bein eingesetzt und werden von deutlichen Augenlidern umgeben. Das aufgerissene Maul ist von Kinn und Backen durch ein als Wulst umlaufendes Lippenpaar deutlich abgegrenzt, unter dem Kinn finden sich Spuren, die möglicherweise von einem aufgelöteten Kinnbart herrühren. Die gebleckten Zähne mit ihren Hauern und die aus dem Maul hängende Zunge des Gorgeions sollten die abschreckende Wirkung erhöhen. Das Medaillon ist von einem aus drei Sichelflügeln gebildeten Flügelrad umgeben, von dem eins nicht erhalten war und nachträglich ergänzt wurde.
Der Herstellungsort des Stückes ist unklar.